# Dittrichia
Dittrichia é um gênero botânico pertencente à família Asteraceae.

## Espécies
- Dittrichia graveolens
- Ditrtrichia viscosa